# Bølget bunke
Bølget bunke (Deschampsia flexuosa) er et 25-70 cm højt græs, der vokser på heder og i skov på morbund.

## Beskrivelse
Bølget bunke er en flerårig urt med en tueformet vækst. Stænglerne er oprette til overhængende med spredtstillede blade fra hvert "knæ". Bladene er linjeformede, smalle og flade eller lidt rendeformede. Bladranden er hel, men med skarp kant. Oversiden er græsgrøn og ru, mens undersiden er lidt lysere.
Blomstringen sker i juni-juli, hvor man ser blomsterne sidde samlet i endestillede, åbne toppe, der består af småaks med parvise blomster. De enkelte blomster mangler kron- og bægerblade, og deres stak rager kun lidt frem. Frugterne er nødder.
Rodnettet består af mange, tætsiddende trævlerødder.
Højde x bredde og årlig tilvækst: 0,50 x 0,30 m (50 x 30 cm/år).

## Voksested
Arten findes udbredt over det meste af Europa (inklusive Danmark, hvor den er meget almindelig), Nordafrika og Asien. Desuden er den naturaliseret i Nordamerika og Sydamerika (Argentina og Chile). Overalt foretrækker den et lysåbent voksested på sur bund med et lavt kvælstofindhold.
Ved Stadil Fjord findes den sammen med bl.a. alm. kællingetand, mosebølle, revling, alm. svinemælk, engrørhvene, gåsepotentil, hedelyng, klokkelyng, kragefod, krybende pil, lysesiv, nyserøllike, opret potentil, rød svingel, smalbladet kæruld, trævlekrone og øret pil.
| Portal | Portal:Botanik |

## Note
1. ↑  Danmarks Miljøundersøgelser:Vest Stadil Fjord før og efter vandstandshævning